# Chang Hui-tsz
Chang Hui-tsz (chiń. 張惠慈; pinyin Zhāng Huìcí; ur. 23 kwietnia 1999) – tajwańska zapaśniczka walcząca w stylu wolnym. Zajęła siódme miejsce na mistrzostwach świata w 2019 roku. 
Piąta na igrzyskach azjatyckich w 2022 i siódma w 2018. Brązowa medalistka mistrzostw Azji w 2019 i 2024. 
Trzecia na MŚ juniorów w 2017 i Azji w 2018. Trzecia na MŚ U-23 w 2019. Mistrzyni Azji U-23 w 2019 roku.